# 南海出版公司
南海出版公司是中华人民共和国的一家出版社，成立于1988年10月，社址位于海南省海口市。主要业务范围为社会科学、文学艺术、摄影美术类图书及翻译作品出版。